# The Beatles (Slumberlandband)
The Beatles is een van de twee singles van Slumberlandband. Het is afkomstig van hun album Slumberlandband.
Het lied over een onbezorgde en enigszins opstandige jeugd is geschreven door Ernst Jansz, later van Doe Maar. Jansz refereert in het lied aan 1964, The Beatles en Provo’s.
De B-kant House hold Queen is geschreven door zanger Friedrich Hláwatsch.
De Slumberlandband heeft noch met het album noch met de singles commercieel succes gekend.